# جيف فرازي
جيف فرازي (بالإنجليزية: Jeff Frazee)‏ هو لاعب هوكي جليد أمريكي، ولد في 13 مايو 1987 في إدينا في الولايات المتحدة.

## وصلات خارجية
- جيف فرازي على موقع دوري الهوكي الوطني (الإنجليزية)
- جيف فرازي على موقع قاعة مشاهير الهوكي (لاعب أن.إتش.أل) (الإنجليزية)
- جيف فرازي على موقع EliteProspects.com (الإنجليزية)
- جيف فرازي على موقع Eurohockey.com (الإنجليزية)
- جيف فرازي على موقع HockeyDB.com (الإنجليزية)